# Роберт Майлз
Роберт Майлз (англ. Robert Miles), з народження Роберто Кончіна (італ. Roberto Concina; 3 листопада 1969, Невшатель, Швейцарія — 9 травня 2017, Ейвісса, Іспанія) — італійський продюсер, композитор, музикант і діджей, один із засновників стилю дрім-транс.

## Біографія
Роберт Майлз народився у Флер'є кантона Невшатель в Швейцарії в сім'ї італійських іммігрантів. Коли він був хлопчиком, його сім'я повернулася до Італії у невелике містечко Фаганья. З дитячих років Роберт займався грою на фортепіано.
У 1988 році він почав виступати в італійських клубах як ді-джей, а потім, в 1990 році вирішує зайнятися власними музичними експериментами, для чого купує вживане обладнання для створення невеликої студії. Перші роботи залишаються непоміченими публікою.
У 1994 Майлз створив свою найвідомішу роботу, композицію «Children», цей хіт очолив рейтинги багатьох країн, здобув статус платинового у Великій Британії і Німеччині та золотого в багатьох інших країнах.
Наступним синглом Роберта стає «Fable», з вокалом Фіореллі Квінн (Feralla Qunin). Дебютний альбом Майлза «Dreamland», випущений 7 червня 1996 в Європі став дуже успішним, кількома днями пізніше в США була видана його розширена версія, яка містить пісню «One and One», з вокалом Maria Nayler. Ця пісня була видана синглом в США і Великій Британії. Кількість вокальних композицій збільшується у наступному альбомі — «23am» 1997 року.
В альбомі «Organik», випущеному на вінілі і CD 2001 року, Майлз відходить від попереднього стилю своєї музики, створивши 12 композицій у стилях ембієнт, даунтепмо, етно. Альбом створений у співпраці з такими музикантами як Bill Laswell і Trilok Gurtu.
В кінці 2003 року Майлз переїхав у Лос-Анджелес, де засновував власний звукозаписний лейбл «S: alt Records», у 2004 році випустив на ньому альбом «Miles Gurtu».
У 2009—2010 знімається у фільмі «Тринадцять». Одночасно пише однойменний альбом.
Помер 9 травня 2017 року у віці 47 років на острові Ібіса, Іспанія від карциноми.

## Дискографія
- 1996 — Dreamland
- 1997 — 23am
- 1997 — In the mix
- 2001 — Organik
- 2003 — Organik Remixes
- 2004 — Miles Gurtu
- 2011 — Thirteen